# اچ‌ام‌کیواس اوتر
اچ‌ام‌کیواس اوتر (به انگلیسی: HMQS Otter) یک کشتی بود. این کشتی در سال ۱۸۸۴ ساخته شد.